# Здание военно-морского клуба
Здание военно-морского клуба (кит. упр. 马林百列社区综合大厦, пиньинь Mǎlín Bǎiliè shèqū zhōnghé dàshà) — административное и коммерческое здание на углу улиц Мариен Парад Роуд (англ. Marine Parade Road и Тихой Южной (англ. Still Road South) в Сингапуре.  Здание было построено в 1997-2000 годах.
В настоящее время в клубе находится военно-морской клуб, публичная библиотека и театр.